# Mount Scott (Klamath County)
Mount Scott is een berg in Klamath County in de Amerikaanse staat Oregon. Hij maakt deel uit van de Cascade Range. De berg is een kleine stratovulkaan op de zuidoostelijke flank van Crater Lake in zuidelijk Oregon en is ongeveer 420.000 jaar oud. De top is het hoogste punt van Crater Lake National Park en de op negen na hoogste berg van de Cascade Range in Oregon. Op de top staat er een brandtoren aan het einde van een pad dat zigzaggend de berg op gaat. De berg is vernoemd naar Levi Scott, een pionier in Oregon en de stichter van Scottsburg.

## Geologie
Mount Scott barstte voor het eerst uit zo'n 420.000 jaar geleden en is een van de oudste vulkanen in het Mount Mazamacomplex. Hij spuugde vooral andesiete lava's uit voordat hij in de late Pleistoceen uitdoofde. Omdat de berg relatief ver van de belangrijkste flanken van Mount Mazama gelegen was, overleefde de berg de enorme explosie van rond 5700 voor Christus.
De berg heeft een hoogte van 2.723 meter, Mount Scott is daarmee het hoogste punt van Crater Lake National Park. Het merendeel van de lagere hellingen is bedekt met as, puimsteen en los grind, terwijl de top vooral bedekt is met slakken.

## Pad
Er loopt een pad naar de top van Mount Scott. Het pad heeft vele haarspeldbochten en eindigt bij de brandtoren op de top.
Vanaf de top heeft men een panoramisch uitzicht op het Crater Lake, Mount Thielsen, Diamond Peak, Mount McLoughlin, Mount Shasta, Upper Klamath Lake en Diamond Lake.